# Reza Mehrani
Reza Mehrani – irański goalballista, uczestnik Letnich Igrzysk Paraolimpijskich 1988.
Na igrzyskach, reprezentował swój kraj w goalballu. Jego reprezentacja nie wywalczyła jednak medalowej pozycji.